# David A:son Hummel
David Axelsson Hummel, född 13 juli 1893 i Ekeberga i Småland, död 2 januari 1984 på Lidingö och begravd på Norra begravningsplatsen, var en svensk läkare, forskningsresande och motståndsman under andra världskriget.

## Biografi

### Ungdom
David Hummel växte upp i Kosta, där fadern Axel Hummel var VD för Kosta glasbruk. Efter studentexamen studerade han medicin vid Karolinska institutet i Stockholm där han blev medicine licentiat år 1923, och under de följande åren hade han olika läkarförordnanden.

### Forskningsresande
Hummel var medlem i den sista Hedinexpeditionen under åren 1927–1934 som expeditionens läkare, men deltog också i expeditionens övriga aktiviteter. På egen hand samlade han in växter i Gansu, bland annat Rhododendron; delar av detta material finns i Göteborgs Botaniska Trädgård, samt deltog även i kartritningar och insamlande av djur. Han deltog senare i en arkeologisk expedition under ledning av Hanna Rydh till Indien 1953, samt var skeppsläkare på olika valfångstexpeditioner till Södra Ishavet mellan åren 1957 och 1963.

### Provinsialläkare
Efter Hedinexpeditionen blev han som provinsialläkare i Frostvikens kommun stationerad i Gäddede vid den norska gränsen under åren 1932–1956. Under denna tid gjorde han stora insatser för att förbättra folkhälsan, bland annat var tuberkulos ett stort problem. Hummel skaffade då en distriktssköterska till kommunen, vaccinerade mot tuberkulos, isolerade sjuka, och ordnade så att kommunen byggde ett badhus.

### Motståndsman
Under andra världskriget var Hummel aktiv i motståndsrörelsen mot tyskarna och hjälpte många norska flyktingar, samt var kontaktman för kurirtrafiken mellan Norge och Sverige. Han hade även kontakt med Sonja Wigert, som blev älskarinna till den tyske rikskommissarien i Norge, Josef Terboven, för att kunna spionera på honom. För sina insatser fick han efter kriget kommendörstecknet av S:t Olavsorden och Finlands vita ros. 
Ur motiveringen år 1946 till kommendör av S:t Olavsorden: "for særlig fremragende fortjenester av Norges sak under krigen".
Han fick även ge namn till en gata i Namsos, Dr. Hummels veg.

### Frostviken
Hummel var mycket intresserad av Frostviken och Frostvikens historia, och var initiativtagare till bildandet av Frostvikens Hembygdsförening år 1935, samt genom åren mycket aktiv i föreningen. 
Efter sin pensionering vistades han varje sommar i sin sommarstuga nära hembygdsgården i Gäddede.
David Hummel fick år 2006 en väg uppkallad efter sig i Gäddede, Doktor Hummels väg.

### Fotnoter
1. ↑  Sveriges folkräkning 1910, Riksarkivet, läs onlineläs online, läst: 24 mars 2018.[källa från Wikidata]
2. ↑  Norra begravningsplatsen: Kändisarna, läs online, läst: 29 april 2017.[källa från Wikidata]
3. ↑  Hummel, DAVID AXELSSON, Svenskagravar.se, läs online, läst: 29 april 2017.[källa från Wikidata]
4. ↑  Hummel, släkt, s. 485, Svenskt Biografiskt Lexikon-ID: 13891, läst: 27 december 2016.[källa från Wikidata]
5. ↑  Sveriges dödbok 1947–2009, 2010
6. ↑  Norra begravningsplatsen, gravnummer 22 från hittagraven.stockholm.se
7. ↑  Hummel, David (1893–1984) från JSTOR Plant Science (engelska)
8. ↑   Einar Lönneberg, Till kännedom om Gobiöknens fågelfauna, Fauna och Flora, 1931
9. ↑  "Spioner och kurirer" från Landsarkivet i Östersund
10. ↑  Terboven ble lurt av norsk elskerinne Arkiverad 7 mars 2009 hämtat från the Wayback Machine. Aftenposten, 28 januari 2007
11. ↑  S:t Olav til svenske statsborgere, Verdens Gang, 27 november 1946, sidan 2
12. ↑  "Svensk lege - norsk krigshelt" Tidningen Vaajma, nr 3, 2013, sid 4-5
13. ↑  ”Frostvikens Hembygdsförening - informationssida”. Arkiverad från originalet den 4 mars 2016. https://web.archive.org/web/20160304134056/http://frostvikenshembygd.blogspot.se/p/om-hembygdsforeningen.html. Läst 22 maj 2013.
14. ↑  Legendarisk läkare får egen väg, Sveriges Radio Jämtland, 14 juni 2006